# 옐레나 라디오노바
엘레나 이고레브나 라디오노바(러시아어: Елена Игоревна Радионова, 1999년 1월 6일 ~ )은 러시아 출신의 피겨스케이팅 선수이다. 라디오노바는 2015 유럽 피겨선수권 은메달리스트이며 2014-2015그랑프리 파이널 은메달리스트이다. 또한 라디오노바는 2015 러시아 피겨선수권 우승자이다.
라디오노바는 주니어에서 2013,2014 연속으로 주니어세계선수권을 우승했다. 여자싱글 최초로 주니어 세계선수권 2연패의 타이틀을 거머쥐었다. 2012-2013 주니어 그랑프리 파이널까지 우승을 차지하였다.